# Siegfried Pacholke
Siegfried Pacholke (* 27. November 1935 in Neuhof (Ostpreußen)) ist ein ehemaliger Generalleutnant der Luftwaffe der Bundeswehr.

## Leben
Pacholke studierte sechs Semester Elektrotechnik an der Technischen Universität Berlin. 1959 trat er in die Bundeswehr ein und absolvierte die Ausbildung zum Flugzeugführer. Danach war er Flugzeugführer im Leichten Kampfgeschwader 44 in Leipheim und Staffelkapitän.
Von 1970 bis 1972 wurde Pacholke im 15. Generalstabslehrgang Luftwaffe an der Führungsakademie der Bundeswehr in Hamburg zum Offizier im Generalstabsdienst ausgebildet. Es folgten Stabsverwendungen als Dezernatsleiter A3a und Abteilungsleiter 3 in der 3. Luftwaffendivision. Ab Oktober 1975 war er stellvertretender Kommodore und ab dem 3. Februar 1977 bis 30. September 1978 als Oberst Kommodore des Jagdbombergeschwaders 35 in Sobernheim. Danach war er bis März 1980 Gruppenleiter A 3 II im Luftflottenkommando und anschließend Referatsleiter III 4 im Führungsstab der Luftwaffe im Bundesministerium der Verteidigung auf der Hardthöhe in Bonn. Von 1985 bis 1986 absolvierte er einen Lehrgang am Royal College of Defence Studies in London im Vereinigten Königreich.
Von April 1986 bis September 1987 war er erst als Oberst i. G., später als Brigadegeneral, der Chef des Stabes des Luftflottenkommandos in der Luftwaffenkaserne in Köln. Anschließend war er von Oktober 1987 bis Märzu 1991 als Generalmajor Kommandeur des Luftwaffenausbildungskommandos. Danach wurde er stellvertretender Befehlshaber und Chef des Stabes der Second Allied Tactical Air Force in Mönchengladbach und war von April 1992 bis 1993, anfangs noch als Generalmajor, später als Generalleutnant, Befehlshaber der 4. Alliierten Taktischen Luftflotte Europa Mitte (ATAF) in Heidelberg. In dieser Funktion entließ er Ende September 1992 das Aufklärungsgeschwader 51 aus der NATO-Assignierung und die Außerdienststellung des Geschwaders wurde fortgesetzt. Zuletzt war Pacholke ab 1993 Stellvertretender Befehlshaber und Chef des Stabes Alliierte Luftstreitkräfte Europa Mitte (AIRCENT) in Ramstein. 1996 wurde er aus dieser Position in den Ruhestand versetzt.
Pacholke ist verheiratet, evangelisch und hat zwei Kinder.

## Werke (Auswahl)
- Das Ende aller soldatischen Werte? In: Truppenpraxis 5/1991, S. 496–500.
- Vom Leichten Kampfgeschwader zum Tactical Fighter. In: Bernd Lemke, Dieter Krüger, Heinz Rebhan, Wolfgang Schmidt (Hrsg.): Die Luftwaffe 1950 bis 1970 : Konzeption, Aufbau, Integration. Oldenbourg, München 2006, ISBN 978-3-486-57973-4, S. 713–725.